# Спурий Фурий Медуллин Фуз (консул 481 года до н. э.)
Спурий Фурий Медуллин Фуз (лат. Spurius Furius Medullinus Fusus; VI—V века до н. э.) — римский политический деятель из патрицианского рода Фуриев, консул 481 года до н. э. Тит Ливий упоминает его без когномена, Диодор Сицилийский и Дионисий Галикарнасский называют когномен Медуллин, Капитолийские фасты — Медуллин Фуз.
Коллегой Спурия Фурия по консульству стал Квинт Фабий Вибулан. По данным Ливия, Спурий Фурий вёл войну с эквами, осаждавшими Ортону, но не совершил ничего выдающегося. Дионисий Галикарнасский добавляет ряд деталей и уточняет, что в 478 году до н. э. Медуллин снова воевал с эквами, но антиковеды уверены, что эти данные не соответствуют действительности.